# يو إف سي على إف إكس: ألفيس ضد كامبمان
يو إف سي على إف إكس: ألفيس ضد كامبمان (بالإنجليزية: UFC on FX: Alves vs. Kampmann)‏ هو حدث لفنون القتال المختلطة نظمته يو إف سي، أُقيم في 3 مارس 2012، على سيدني سوبر دوم في سيدني، أستراليا.